# 首都高速11號台場線
首都高速11號台場線（日语：／ Shuto kōsoku 11 gō Daiba sen */?）是日本東京都港區芝浦系統交流道至同都江東區（部份港區）有明系統交流道的首都高速道路路線。本線跨越東京港的路段即為彩虹大橋。
道路法上的名稱為東京都道首都高速11號線，原先都市計畫法上的都市計畫事業名稱是東京都市計畫道路都市高速道路第12號線。

## 概要
本路線連結1號羽田線與灣岸線，是為了將1號羽田線與6號向島線等千葉與神奈川方向往都心的車潮分散至灣岸線，並舒緩箱崎、江戶橋系統交流道與1號羽田線本線的堵塞所建造。同時也具有連結1990年代起開發的東京臨海副都心地域（彩虹城）與都心的機能。
跨越東京港第一航路的彩虹大橋，全長798公尺，跨度570公尺，是當時東日本最大的吊橋。

## 出入口
全線都位於日本東京都內。
| 出入口編號 | 中文設施名 | 日文設施名 | 英文設施名 | 接續路線名                       | 起點起計（公里） | 備註                 | 所在地 |
| ---------- | ---------- | ---------- | ---------- | -------------------------------- | ---------------- | -------------------- | ------ |
| -          | 芝浦JCT    |            |            | 首都高速1號羽田線 新宿、銀座方向 | 0.0              |                      | 港區   |
| -          | 芝浦PA     |            |            | -                                |                  | 新宿、銀座方向       | 港區   |
| 1101       | 台場出入口 |            |            |                                  | 2.3              | 新宿、銀座方向出入口 | 港區   |
| -          | 有明JCT    |            |            | 首都高速灣岸線                   | 3.9              |                      | 江東區 |

## 歷史
- 1993年8月26日：芝浦系統交流道～有明系統交流道開通，全線通車。

## 交通量
24小時交通量（台）　道路交通調查
| 區間                        | 平成17（2005）年度 | 平成22（2010）年度 | 平成27（2015）年度 |
| --------------------------- | ------------------ | ------------------ | ------------------ |
| 芝浦系統交流道 - 台場出入口 | 67,842             | 66,811             | 57,887             |
| 台場出入口 - 有明系統交流道 | 67,842             | 55,858             | 45,964             |

（來源：「平成22年度道路交通センサス （页面存档备份，存于）」・「平成27年度全国道路・街路交通情勢調査 （页面存档备份，存于）」（國土交通省網頁））
- 令和2年度預定實施的交通量調査因嚴重特殊傳染性肺炎的影響而延期[3]。

## 圖片

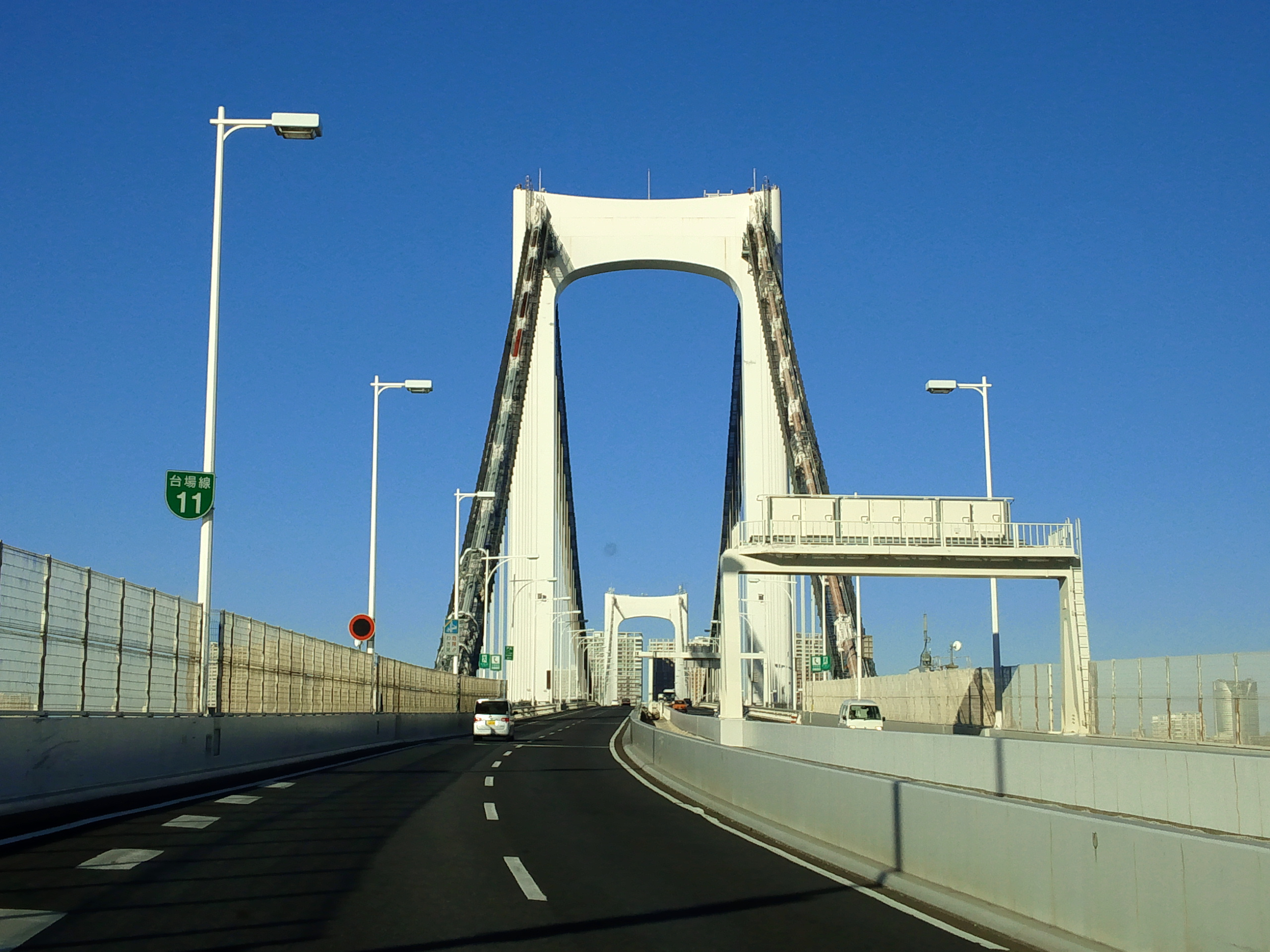
11號台場線彩虹大橋附近
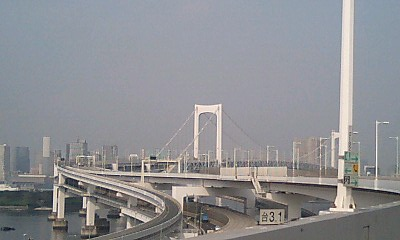
首都高速11號台場線（台場方向）眺望彩虹大橋
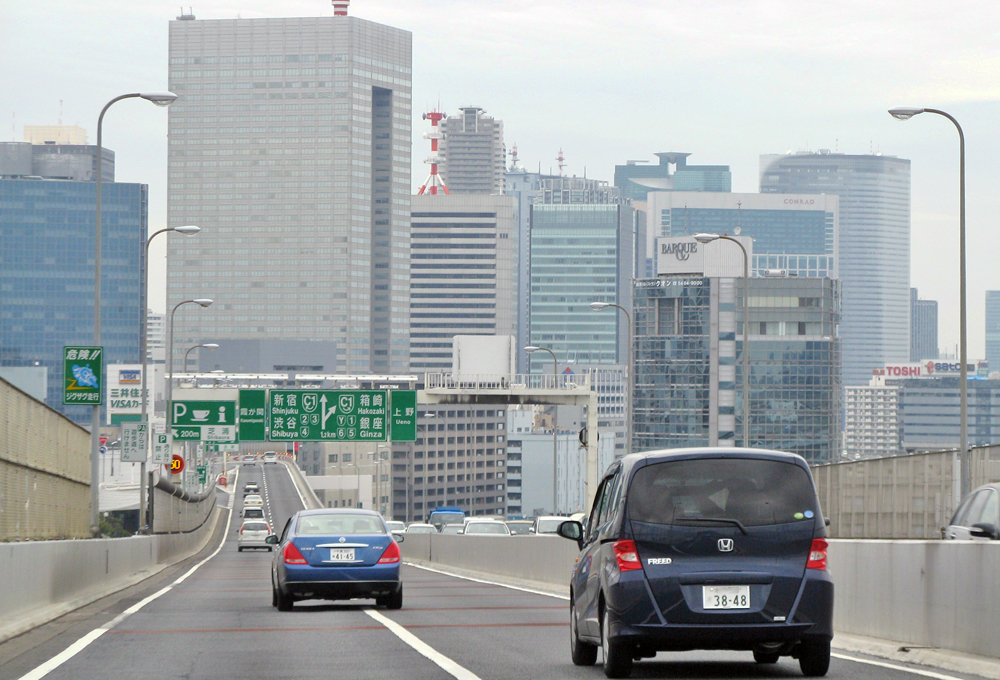
芝浦停車區周邊
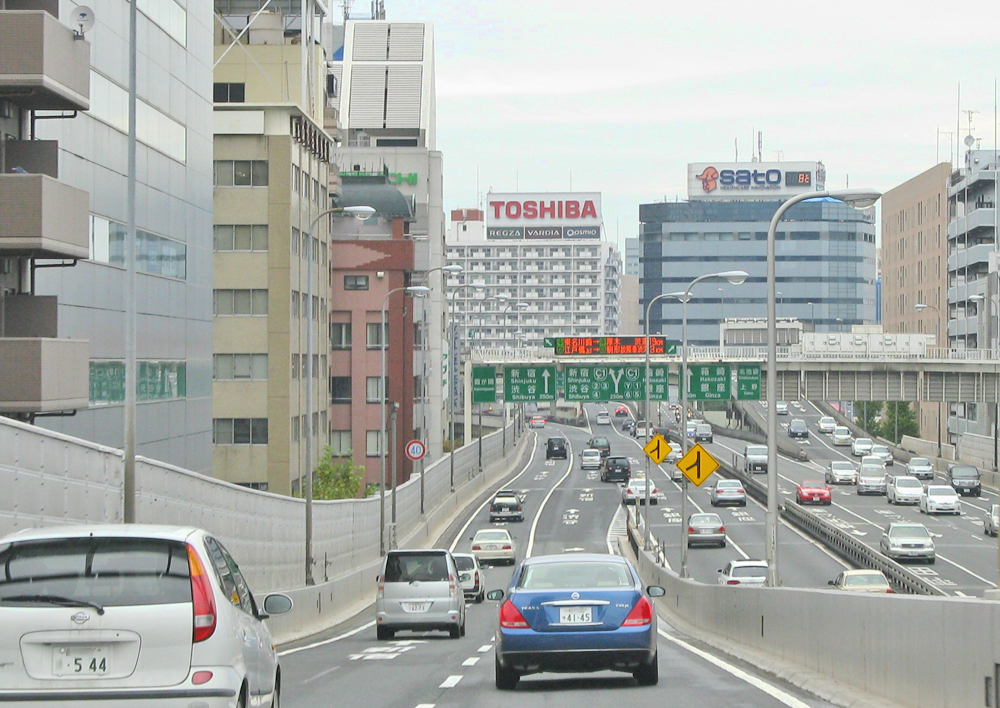
芝浦系統交流道
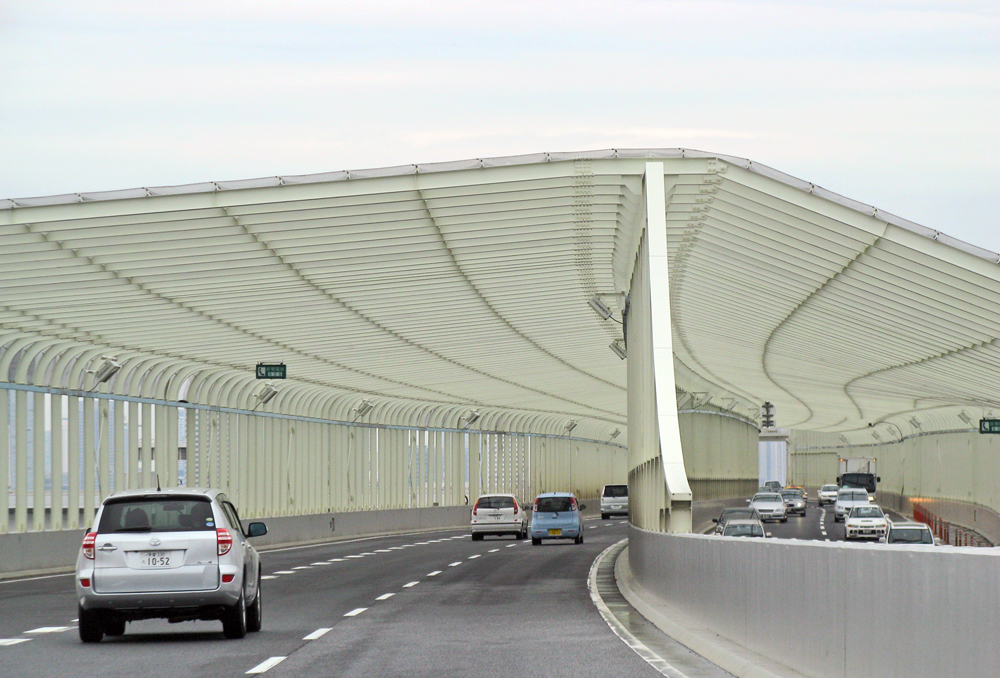
防護柵

## 備註
1. ↑  手続きの進捗状況 首都高速11号線・東京港連絡橋（臨港道路）建設事業（旧称 都市高速道路12号線・東京港連絡橋（臨港道路）建設事業） （页面存档备份，存于） - 東京都環境局、2012年11月16日閲覧
2. 1 2  路線案内・東京線 - 11号台場線 （页面存档备份，存于） - 首都高速道路株式会社企業情報
3. ↑   (PDF). 国土交通省 道路局. 2020-10-14  [2021-05-09]. （原始内容 (PDF)存档于2022-03-27）. （页面存档备份，存于）

## 外部連結
- 首都高速道路株式會社 （页面存档备份，存于）